# كينسوكي ميازاكي
كينسوكي ميازاكي (بالكانا:みやざき けんすけ) هو سياسي ياباني، ولد في 17 يناير 1981 في اليابان. حزبياً، نشط في الحزب الليبرالي الديمقراطي الياباني. انتخب عضو مجلس النواب من اليابان عن دائرة Kyoto 3rd district ‏ وقد انضم خلال فترته النيابية ‏  للكتلة البرلمانية الحزب الليبرالي الديمقراطي الياباني.